# 2-ホスホグリセリン酸
2-ホスホグリセリン酸（2-ホスホグリセリンさん、2-Phosphoglycerate）は解糖系の9つのステップの中に登場するグリセリン酸の一種である。グルコースをピルビン酸に変換する最後から2番目のステップで、エノラーゼによってホスホエノールピルビン酸に変換される。

## 反応
- 3-ホスホグリセリン酸 {\displaystyle {\overrightarrow {\longleftarrow }}} 2-ホスホグリセリン酸 {\displaystyle {\overrightarrow {\longleftarrow }}} ホスホエノールピルビン酸